# Frank Wall
Frank Wall, född 21 april 1868 i Colombo, död 19 maj 1950 i Bournemouth, var en brittisk läkare och herpetolog aktiv i Sri Lanka och Indien.
Auktorsnamnet Wall kan användas för Frank Wall i samband med ett vetenskapligt namn inom zoologin; se Wikipedia-artiklar som länkar till auktorsnamnet.